# Левососновский
Левососновский — посёлок в Топкинском районе Кемеровской области. Входит в состав Усть-Сосновского сельского поселения.

## География
Центральная часть населённого пункта расположена на высоте 141 метров над уровнем моря.

## Население
По данным Всероссийской переписи населения 2010 года, в посёлке Левососновский проживает 174 человека (72 мужчины, 102 женщины).